# 세계 어린이날
세계 어린이날(영어: Universal Children's Day, 프랑스어: Journée internationale des droits de l'enfant)은 유엔이 어린이들의 상호 이해와 복지 증진을 목적으로 제정한 기념일로 국제 기념일 중 하나이다. 
유엔 총회는 1954년 12월 14일 모든 회원국에 '세계 어린이의 날'을 제정할 것을 권고했지만, 구체적인 날짜를 정하지 않고 각국 정부의 판단에 맡겼다. 유엔에서 '아동의 권리에 관한 선언'(1959년)과 '아동의 권리에 관한 협약'(1989년)이 채택된 11월 20일로 정하는 것이 일반적이다. 2024년 현재, 미국은 이 조약을 공식적으로 비준하지 않은 유일한 국가로 남아 있다.

## 같이 보기
- 어린이날
- 국제 어린이날